# 그때처럼 우리가 살고있는가
그때처럼 우리가 살고있는가는 조선민주주의인민공화국의 서정 가요이며 옛 군대시절의 추억을 생각하면서 부른 노래로 알려져 있다. 보천보전자악단의 조금화가 불렀다.

## 노래
- 《그때처럼 우리가 살고있는가》, 가수 : 《조금화》